# Alto Trás-os-Montes
L'Alto Trás-os-Montes (in mirandese Alto Trás ls Montes) è una subregione statistica del Portogallo, parte della regione Nord, divisa tra il distretto di Braganza e il distretto di Vila Real. Confina a nord con la Spagna, a sud col fiume Douro e ad ovest con la subregione di Tâmega, la subregione Ave e Cávado.

## Suddivisioni
Comprende 14 comuni:
| Comune               | Superficie km² | Popolazione (2004) | Densità ab./km² |
| -------------------- | -------------- | ------------------ | --------------- |
| Alfândega da Fé      | 321,96         | 5 688              | 17,67           |
| Boticas              | 322,41         | 6 116              | 18,97           |
| Braganza             | 1 173,93       | 34 774             | 29,62           |
| Chaves               | 590,42         | 44 186             | 74,84           |
| Macedo de Cavaleiros | 699,27         | 17 210             | 24,61           |
| Miranda do Douro     | 488,36         | 7 707              | 15,78           |
| Mirandela            | 658,45         | 25 780             | 39,15           |
| Mogadouro            | 757,98         | 10 792             | 14,24           |
| Montalegre           | 806,19         | 12 150             | 15,07           |
| Murça                | 189,36         | 6 476              | 34,20           |
| Valpaços             | 553,06         | 19 154             | 34,63           |
| Vila Pouca de Aguiar | 432,68         | 15 100             | 34,90           |
| Vimioso              | 481,47         | 5 105              | 10,60           |
| Vinhais              | 694,68         | 10 051             | 14,47           |

| Distretti | Comuni               |
| --------- | -------------------- |
| Braganza  | Alfândega da Fé      |
| Braganza  | Braganza             |
| Braganza  | Macedo de Cavaleiros |
| Braganza  | Miranda do Douro     |
| Braganza  | Mirandela            |
| Braganza  | Mogadouro            |
| Braganza  | Vimioso              |
| Braganza  | Vinhais              |
| Vila Real | Boticas              |
| Vila Real | Chaves               |
| Vila Real | Montalegre           |
| Vila Real | Murça                |
| Vila Real | Valpaços             |
| Vila Real | Vila Pouca de Aguiar |

## Luoghi d'interesse
- Parco naturale di Montesinho